# Cascades Murchison
Les cascades Murchison, també conegudes com a cascades Kabalega o Kabarega, és un conjunt de tres grans cascades en els Nil Blanc (Nil Victòria) amb un desnivell de 43 m entre l'altiplà i la fossa, que acaben desguassant sobre el Llac Albert. Les cascades Murchison és el pas obligat de l'únic desguàs del llac Victòria, passant al seu través al voltant de 300 m³/s. Es troben dins del Parc Nacional Murchison.
L'explorador britànic Samuel White Baker va ser el primer europeu que el 1864 les va visitar i les va nomenar en honor del president de la Royal Geographical Society Roderick Murchison.
Ernest Hemingway es va estavellar en avió just aigües avall de les cascades de Murchison el 1954.

## Galeria d'imatges

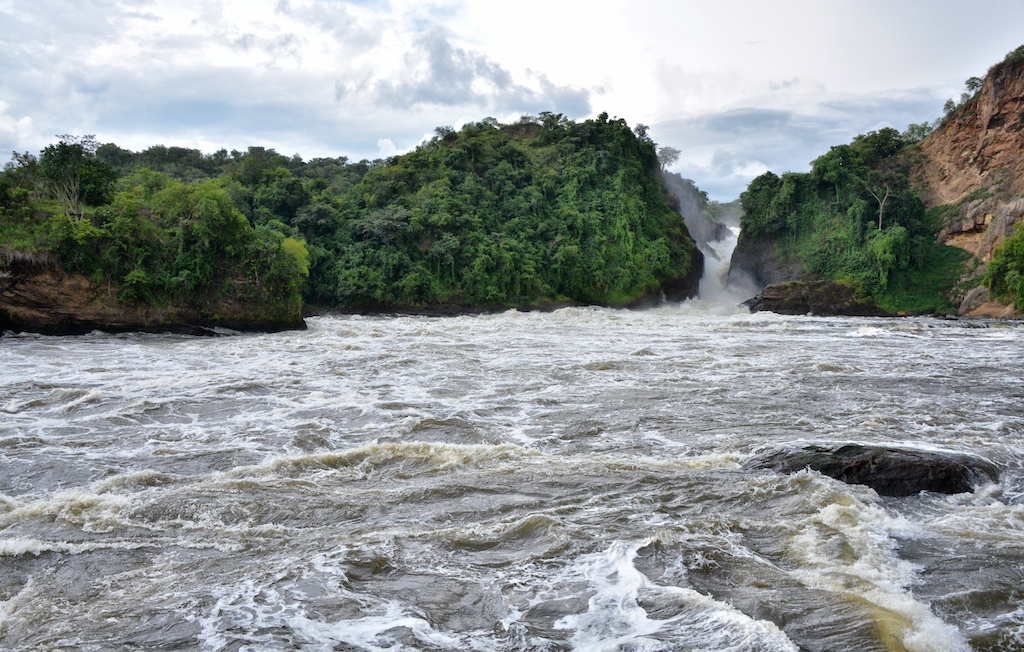
Cascades Murchison
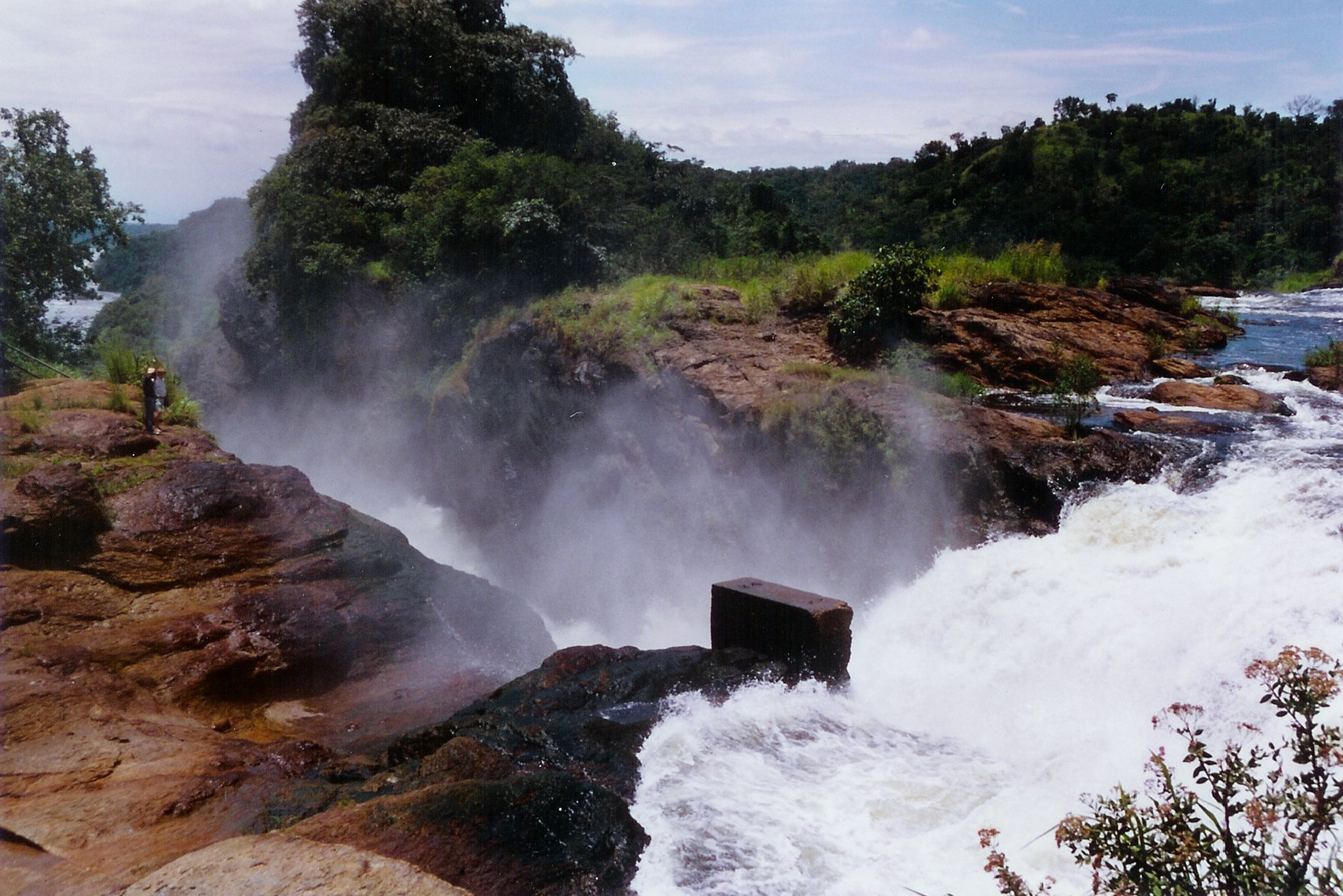
Vista de les cascades des de dalt